# Centre Maurice-Halbwachs
Pour les articles homonymes, voir CMH.
Le Centre Maurice Halbwachs est un Laboratoire de recherche en sciences sociales, créé le 1er janvier 2006 et installé sur le campus de l'École normale supérieure, 48 Boulevard Jourdan. C'est une unité mixte de recherche sous la tutelle de l'ENS, de l'EHESS, du CNRS, et de l'INRAE depuis janvier 2017. L'université de Caen était l'une des tutelles du laboratoire jusqu'en 2010.
Le CMH est dirigé de 2010 à 2018 par Patrick Michel, et depuis janvier 2019 par Serge Paugam.

## Histoire
Le Centre Maurice Halbwachs tire son nom du sociologue durkheimien Maurice Halbwachs. Il résulte de la réunion en 2006 de deux unités de recherche. Le Laboratoire de Sciences Sociales de l’École Normale Supérieure d'un côté, et de l'autre du LASMAS, laboratoire anciennement spécialisé sur la mise à disposition des enquêtes de l’INSEE et sur l’analyse longitudinale des données.

### Le Laboratoire d'Analyse Secondaire et de Méthodes Appliquées à la Sociologie (LASMAS)
Le CMH reprend pour l’essentiel les équipes, la mission et l'héritage du LASMAS, ou Laboratoire d'Analyse Secondaire et de Méthodes Appliquées à la Sociologie. Celui-ci avait été créé en 1986 pour rassembler de grandes enquêtes statistiques et les mettre à la disposition des chercheurs du CNRS. Il a ensuite acquis une dimension proprement scientifique en développant des recherches fondées tant sur des méthodes quantitatives que sur des approches qualitatives et en particulier ethnographiques.
Dirigé au départ par Alain Degenne, le Lasmas avait été conçu à l’origine pour reprendre et développer les missions du département d’analyse secondaire de l’ancien Centre d’études sociologiques, lequel avait constitué un fonds d’enquêtes sur grands échantillons. Pour ses promoteurs agissant dans le cadre de la réforme[Quoi ?] des SHS (ou sciences humaines et sociales) impulsée par Maurice Godelier, il s’agissait de rattraper le retard de la sociologie française par rapport au monde anglo-saxon. Pour ce faire, une dizaine d’ingénieurs CNRS et deux chercheurs avaient été rassemblés et dotés de moyens importants dans le LASMAS, laboratoire logé à l'IRESCO, une fédération de laboratoires CNRS créée et installée rue Pouchet, dans le Nord-Ouest de Paris. Dès 1987, une première convention a été signée à l’initiative du Lasmas entre l'INSEE et le CNRS, de manière à faciliter l’utilisation des grandes enquêtes par les sociologues. Ainsi, de nombreux chercheurs en sciences sociales ont pu se former aux dites « analyses secondaires » des enquêtes et s’associer étroitement avec les activités de ce laboratoire.
En 1993, tirant parti de la politique de dynamisation de la recherche dans les régions impulsée par le ministère de la recherche, le LASMAS s'est en partie décentralisé en créant un nouveau pôle sur le campus universitaire de Caen en Basse-Normandie, à l'initiative  d'Alain Degenne. Le LASMAS a complété alors son sigle par le suffixe "Institut du longitudinal" devenant ainsi le LASMAS-IdL. Une autre initiative du LASMAS a tiré parti des efforts d'industrialisation de l'utilisation des données d'enquête favorisée par Claude Allègre, le ministre chargé de la Recherche. En 1999, il a confié à Roxane Silberman, la nouvelle directrice du Lasmas, la mission de faire l'inventaire de l’utilisation des données quantitatives dans les sciences sociales. Les conclusions de cette mission se sont traduites d’abord dans la promulgation du décret du 12 février 2001 qui a mis en place un comité interministériel de concertation et un conseil scientifique chargés de proposer une politique des données pour les sciences humaines et sociales. Ces décisions publiques se sont matérialisées dans une large mobilisation de moyens et dans la création fin 2001 du centre Quetelet, une unité mixte de service permettant des activités d’archivage et de diffusion des données d’enquêtes concernant la société.
Entre 2001 à 2004 le LASMAS se réorganise en trois axes :
- « Justice sociale, communautés et valeurs » analysés à la lumière de la théorie des réseaux sociaux, sous la responsabilité de Michel Forsé et d'Alain Degenne ;
- « Professions, Réseaux et Organisations », sous la responsabilité de Catherine Marry ;
- « Stratifications, inégalités et ruptures sociales » sous la responsabilité de Serge Paugam.

### Le Laboratoire des Sciences Sociales de l'ENS
Ce second pôle à l'origine du Centre Maurice-Halbwachs relève d’une autre grande institution d'enseignement et de recherche. Il s'agit à l'origine d'un département de l'École normale supérieure, relevant du ministère de l'éducation nationale. Le laboratoire s'est rattaché au CNRS à l'occasion de la fusion avec le LASMAS et le déménagement de ses équipes sur le campus du Boulevard Jourdan à Paris. Cette réunion s'est fait dans le contexte de la politique de création de « centres d’excellence »[Quoi ?] du ministère de la recherche en 2005.

### Orientation
Cette section ne s'appuie pas, ou pas assez, sur des sources secondaires ou tertiaires indépendantes du sujet.

Pour l'améliorer, ajoutez-en, ou placez des modèles {{Source secondaire souhaitée}} ou {{Source secondaire nécessaire}} sur les passages mal sourcés. (février 2022)
Le Centre Maurice Halbwachs est un laboratoire de sociologie et de sciences sociales en France. Plusieurs sociologues y ont mené leurs travaux. Serge Paugam est l'auteur de recherches sur les liens sociaux et la pauvreté. Stéphane Beaud et Florence Weber ont publié un Guide de l'enquête de terrain qui fait référence en sociologie. Catherine Marry a animé le réseau Marché du travail et genre (MAGE) à l'origine de travaux articulant les apports de la sociologie du travail et du genre. Michel Offerlé y a mené des enquêtes de sociologie politique, notamment sur le patronat.
Le ministère du Travail s'appuie parfois sur des études du centre Maurice-Halbwachs.

## Organisation
Le CMH est organisé en cinq axes depuis janvier 2019.
- Inégalités et solidarités (INES)
- Le travail depuis ses frontières (Travail)
- Sciences sociales du politique et du droit (SSPD)
- Pratiques de l’écriture et matérialité des connaissances (Écriture)
- Imbrication des rapports sociaux : genre, classe, race (GCR)

## Direction
| Identité                    | Période | Période  | Durée |
| Identité                    | Début   | Fin      | Durée |
| --------------------------- | ------- | -------- | ----- |
| Patrick Michel (né en 1955) | 2010    | 2018     | 8 ans |
| Serge Paugam (né en 1960)   | 2019    | En cours | 6 ans |

### Sitographie
- Monographie dédiée au centre Maurice-Halbwachs sur le site de l'Institut du Genre créé en 2012.